# Zauías en Argelia

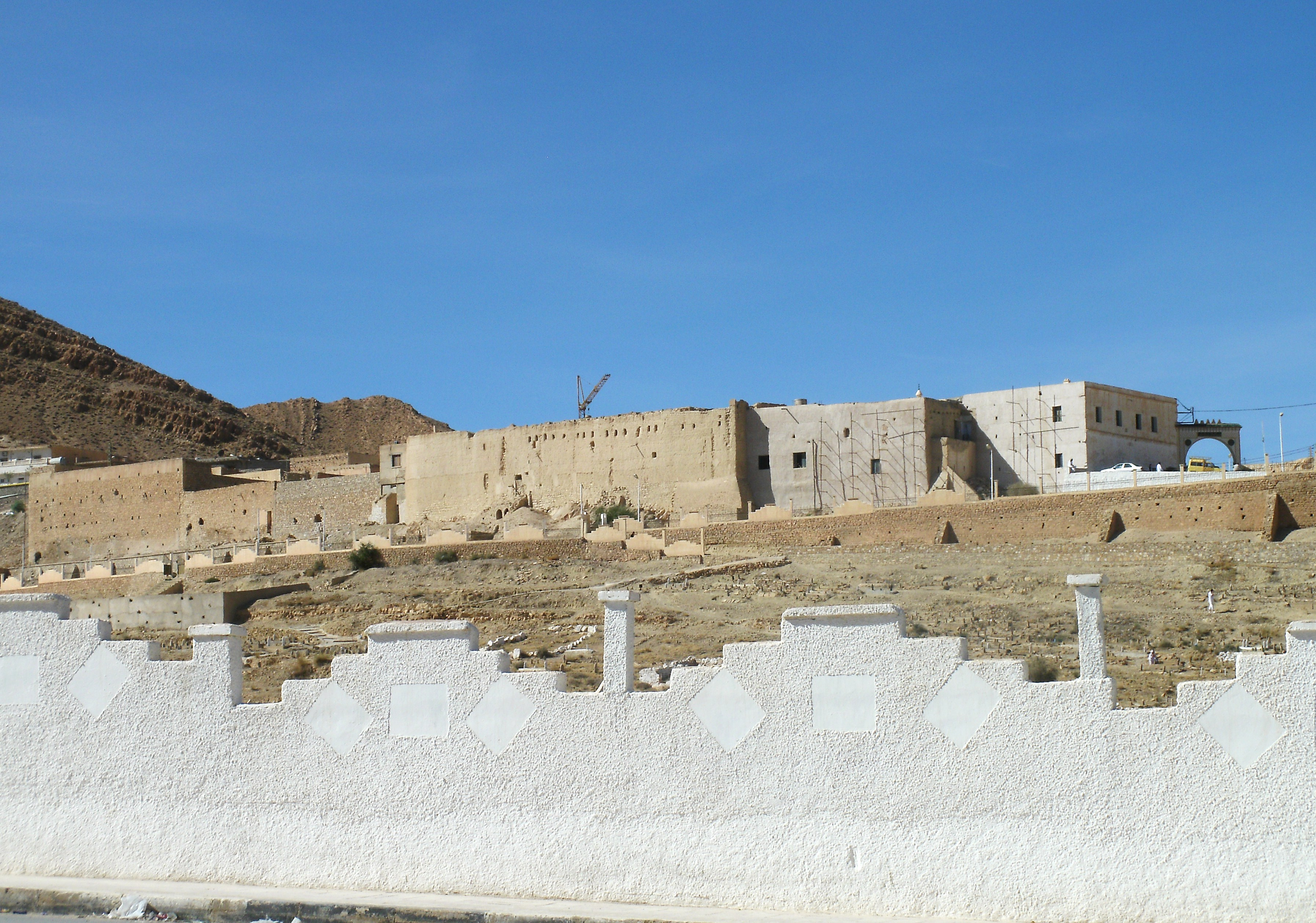
ar

Las Zauías de Argelia son zauías (edificios religiosos) ubicadas en Argelia, construidas en honor a los santos patronos y dedicadas a la educación coránica y religiosa. Están afiliadas a las tariqas (hermandades órdenes sufíes) bajo la supervisión del Ministerio de Asuntos Religiosos y Dotaciones, de acuerdo con los preceptos de la referencia Islámica argelina.

## Historia

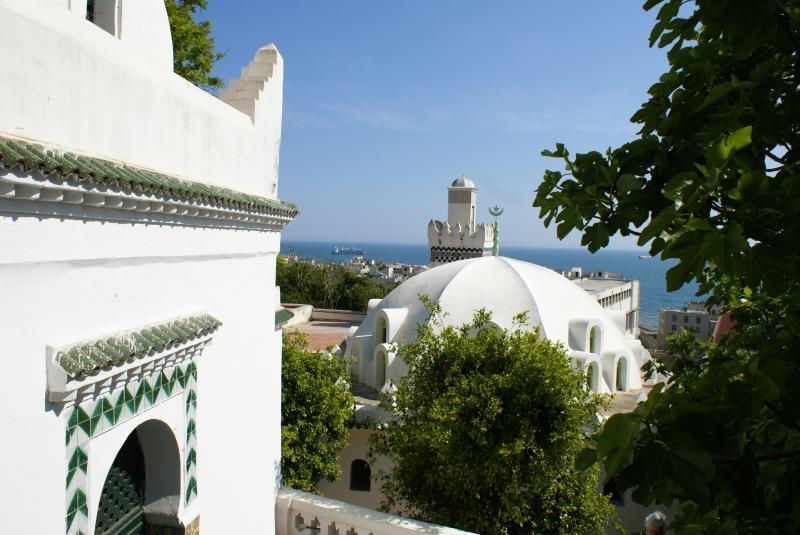
Zauía de Sidi Abderrahmane Thaalibi

La historia de las zauías en Argelia está ligada a la de las hermandades sufíes o Tourouq, que se fusionan con el sufismo que fue su inspiración y fundador.
Fue en el siglo XV cuando la creación de estos retiros espirituales se intensificó, a partir de la decadencia del mundo musulmán, tanto en el Magreb como en el Machrek.
Las grandes ciudades musulmanas perdieron su influencia científica y espiritual, cuando las últimas dinastías perdieron el control educativo e iniciático sobre la masa de fieles, debido a la fragmentación de territorios entre emiratos rivales.
El territorio argelino actual se dividió así entre dos dinastías musulmanas bereberes: el reino zianí de Tlemcen al oeste y la dinastía hafsí de Túnez al este.
La educación religiosa en el Magreb se concentraba entonces en Fez, en la mezquita de Al Quaraouiyine y en la Gran Mezquita de Kairouan.
En cuanto a la parte central, que limita con las dos dinastías Zianide y Hafside, se vio reducida a su más simple expresión sus grandes centros intelectuales en Cherchell y Béjaïa.
Para salvar las enseñanzas coránicas, las autoridades consuetudinarias de las aldeas se encargaron de salvaguardar el culto musulmán, fundando zauías en cada confederación de tribus.
Los estudiantes eruditos fueron seleccionados a finales del siglo XIV y principios del siglo XV (luego de estudios coránicos locales preliminares, eran enviados a la mezquita Al-Azhar en Egipto, pasando por Fez o Kairouan) para perfeccionar sus habilidades y formación doctrinal.
El regreso de estos de teólogos, luego de un viaje de varios años de estudio en el Machrek, para instalarse en los pueblos zianíes orientales y hafsíes occidentales, permitió la creación de las zauías que perpetuaron la influencia musulmana.
El advenimiento de la reconquista y el éxodo masivo de los moriscos andaluces, hacia la costa y los núcleos urbanos costeros del Magreb, trajo consigo una versión de la mística musulmana heredada de Ibn Arabi y Abdul Qadir Gilani, que quedó incrustada en el paisaje del sufismo magrebí.
Así fue como la Qadiriyya tariqa se extendió por el Magreb central y vio el surgimiento de notables teólogos y ascetas, como Sidi Abd al-Rahman al-Tha'alibi, quien hizo construir su zauía Thaalibia junto a la Mezquita Thaalibi en la Casbah de Argel.

## Recitación del Coran
El Coran es el tema principal que se enseña en cada zauía en Argelia, donde su lectura se realiza de acuerdo con el método canónico de recitación Warsh, a través de Al-Azraq y Al-Isfahani (muerte en 908 EC), que se asume en esta institución religiosa.
Antes del advenimiento de la imprenta mecanizada moderna, las zauías argelinas dependían de los manuscritos del Corán para la lectura y recitación de versos y suras, pero la fundación de Thaalibia Publishing en 1895, hizo posible por primera vez producir el Corán Thaalibia escrito con la escritura magrebí, y este Mus'haf se utilizó hasta 1979 como el Mus'haf oficial de las zauías en particular y de los argelinos en general.
La creciente popularidad de la escritura cúfica para transcribir el idioma árabe en los libros de texto argelinos obligó a las zauías y a las mezquitas a producir una versión impresa del Corán en 1979 llamada Argelia Corán, según esta escritura cúfica.

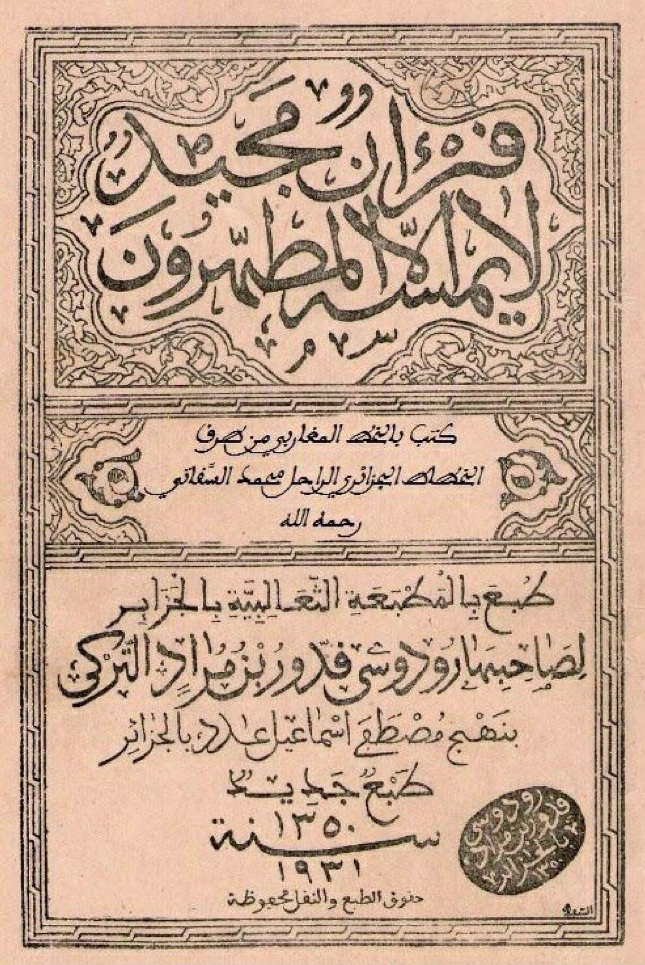
en

- Coran de Thaalibia

## Enseñanzas
Varias ciencias islámicas se enseñan en las zauías argelinas, como el Hadith que se enseña sobre la base de Al-Muwatta, compilado por Imam Malik ibn Anas. Así es como se observa en los tribunales de cada zauía el fiqh según el Malikite Madhhab, que se basa en el cuerpo del Mukhtasar Khalil, escrito por Khalil ibn Ishaq al-Jundi.
Otra referencia del fiqh malikita dispensado en esta zauía es el Risala fiqhiya, escrito por Ibn Abi Zayd al-Qayrawani.
Una tercera referencia al fiqh malikita inculcada en esta zauía es Matn Ibn Ashir, escrita por Abdul Wahid Ibn Ashir.
El idioma árabe se enseña sobre la base del texto de Al-Alfiyya of Ibn Malik, compuesto por Ibn Malik.
La sintaxis del idioma árabe se enseña sobre la base del texto de Al-Ajurrumiyya, compuesto por Ibn Adjurrum. La enseñanza de esta misma sintaxis se basa en el texto de Qatr al-Nada, compuesto por Ibn Hisham al-Ansari.

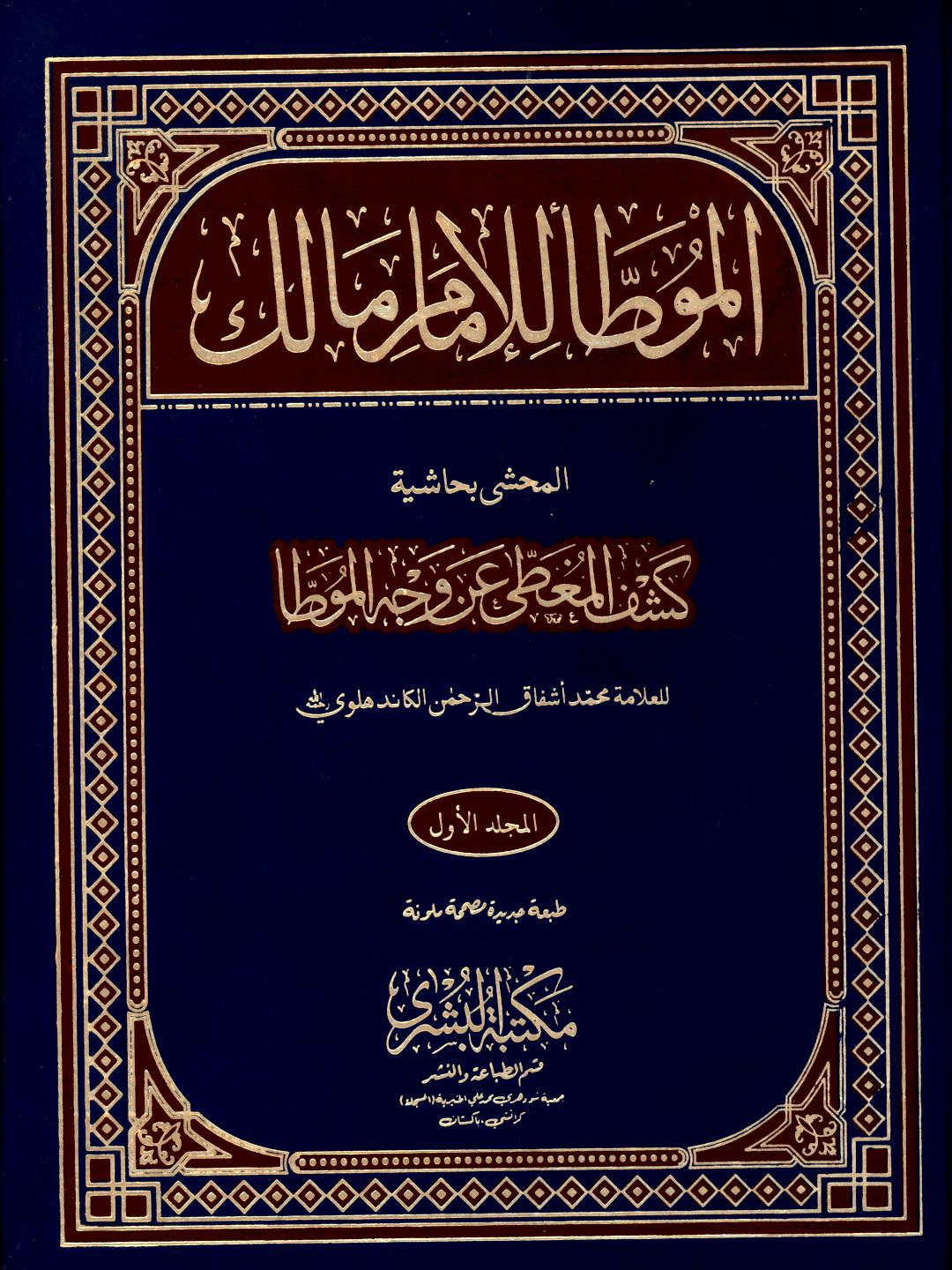
Muwatta Imam Malik
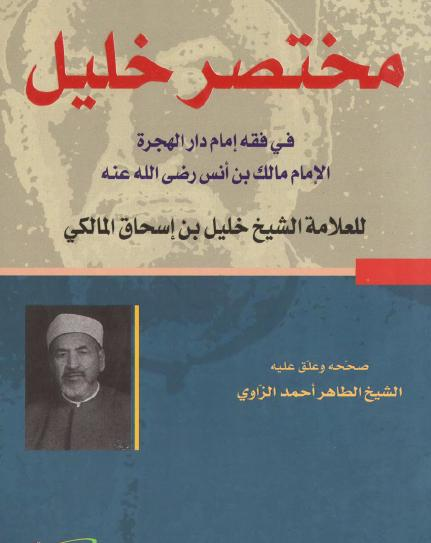
Mukhtasar Khalil
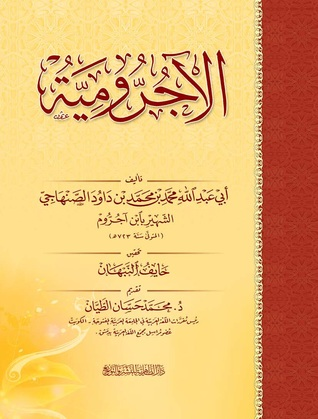
Al-Ajurrumiyya

## Idjazates
El talibe recibe en la zauía un certificado llamado Idjaza al final de cada nivel de su enseñanza para certificar su éxito pedagógico.
Este Idjaza, además de abrirle al talibe las puertas profesionales de reclutamiento en el sector de los asuntos religiosos como mudaris, muezzin o imam, le permite gratificarse en el Sufi Tariqa con un nivel de Sanad en el Silsila de los Shuyukhs.

## Ceremonias
Las zauías, como instituciones religiosas populares, participan en la vida social a través de actividades que combinan lo espiritual con lo festivo, por lo tanto, la recitación colectiva diaria y periódica del Corán, como el Hizb Rateb y el Salka, está en el centro de la actividad de cada zauía.
Las ceremonias vinculadas al Mawlid, y a la memoria de los antiguos sufíes en el Haḍra y el Ziyarat, también forman parte de las actividades sociales de estas escuelas coránicas.
Otras fiestas sociales con connotaciones religiosas ven la participación de las zauías en su organización y jovialidad como la Ashura, la Sebiba, la Tweeza, la Wezeea y la Mawsim.

## Escuelas sufíes

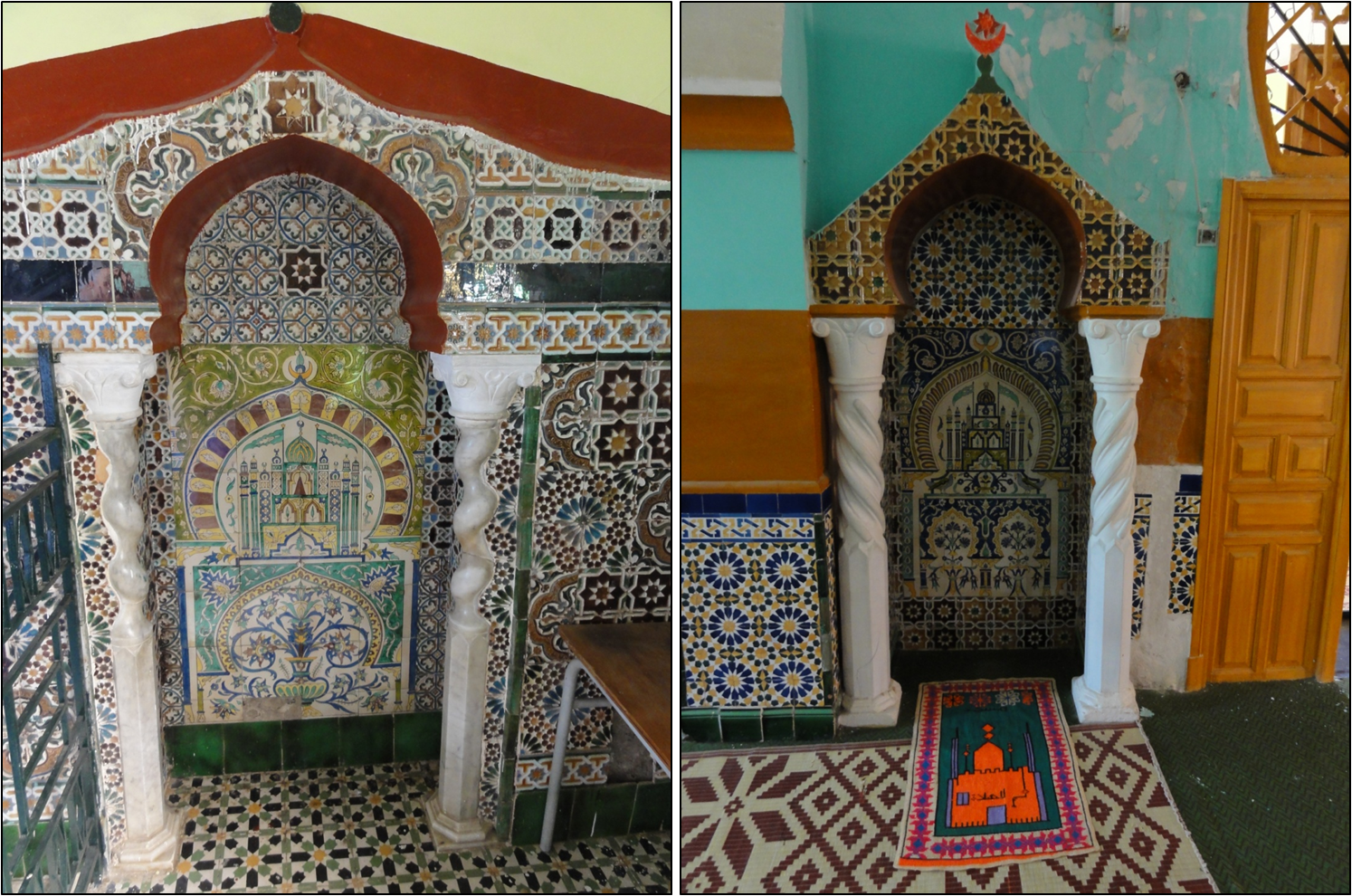
Zauía de Sidi Mohamed Bou Qobrine (Bounouh)

Cada una de las zauías argelinas está afiliada a una Órdene Sufi entre:
- Alawiyya[17]
- Chabiyya[18]
- Darqawiyya[19]
- Dardouriyya[20]
- Habibiyya[21]
- Hansaliyya[22]
- Isawiyya[23]
- Karzaziyya[24]
- Khalwatiyya[25]
- Madianiyya[26]
- Nasiriyya[27]
- Omariyya[28]
- Ouazzaniyya[29]
- Qadiriyya[30]
- Rahmaniyya[31]
- Sanusiyya[32]
- Shadhiliyya
- Sheikhiyya[33]
- Taibiyya[28]
- Tijaniyya[34]
- Youssoufiyya[35]
- Zaïaniyya[36]
- Zarrouqiyya[37]

## Zauías
Más de 1600 zauías existían en Argelia antes de su independencia en 1962, entre ellos:
- Zauía de Sidi Amar Cherif
- Zauía de Sidi Boumerdassi
- Zauía de Sidi Boushaki
- Zawiyet El Hamel
- Zawiyet Sidi Hammami